# Camponotus iwoensis
Camponotus iwoensis is een mierensoort uit de onderfamilie van de schubmieren (Formicinae). De wetenschappelijke naam van de soort is voor het eerst geldig gepubliceerd in 2011 door Terayama & Kubota.